# 莱茵快車
莱茵快車是一班区域快车服务，通常沿莱茵河開行。该快車從每天早上 5 点開始服務至晚上 9 点結束服務，每小时對向發出一班，从韦塞尔車站出发，途经奥伯豪森站、杜伊斯堡火車總站、杜塞尔多夫站、科隆火車總站、波恩火車總站、雷马根站和安德纳赫站，最終到达德国北莱茵-威斯特法伦州和莱茵兰-普法尔茨州的科布伦茨。該快車是萊茵-魯爾交通聯合會中使用率第四高的鐵路，每天约有 48,000 名乘客乘坐萊茵快車。 
在 2016 年 12 月的德鐵时刻表变更之前，萊茵快車一直往返于艾默里奇站。現在該服務往返艾默里奇站的部分以及原歸屬於 RB 35 ( Der Weseler ) 的附加服务已經改為包含在莱茵-艾瑟尔快车（RE 19）的一部分运营服務中。

## 历史
萊茵快車設立于 1998 年，通过结合之前在科隆發出或終到的列車，開行了北莱茵-威斯特法伦州综合定期发车时刻表（簡稱 NRW-Takt ）。最初，RE 5 几乎在沿途所車站都停車辦理乘客乘降，類似于区域列車服务。
在 2002年12月，RE 5 取消了长途列车的部分中间停靠並提高綫路優先級，將最高时速提高到160 公里/小时，使科隆和科布伦茨之间的行程时间缩短了 30 多分钟。艾默里奇和韦塞尔之间的服务加速和同时稀疏，将流通所需的车辆数量从九辆减少到七辆。
2007 年，在埃默里希(Emmerich) 和韋塞爾(Wesel) 之間的時刻表發生變化時，萊茵快車(Rhein-Express) 恢復了每小時一班的服務，以補償由於區域資金減少而導致埃默里希(Emmerich) - 韋塞爾(Wesel) - 杜伊斯堡(Duisburg) 路線上的RB 35 (Der Weseler) 班次減少。運輸。為了在回程時及時到達艾默里奇，有必要將一些次要車站沿負載最少方向的停靠時間縮短為兩小時一次。
埃默里希和韋塞爾之間的問題路段自2016 年12 月起隨著新萊茵-艾瑟爾快車(RE 19) 的出租合同而轉移，萊茵快車現在僅在韋塞爾- 科布倫茨路段運營。
萊茵快車于 1998 年至 2019 年 6 月期间由德鐵运营，綫路車輛基地位于科隆-道依茨车站。 國家快綫 自 2019 年 6 月起以 RE 5 (RRX) 運營該服務

## 线路
萊茵快車使用 4 条不同的线路，有 8 个不同的路线编号：
- 韦塞尔（原艾默里希）和奥伯豪森之间的奧伯豪森-阿納姆鐵路（英语：Oberhausen–Arnhem railway）（用于区域、长途和货运列车），
- 奥伯豪森和杜伊斯堡之间的杜伊斯堡-多特蒙德鐵路（英语：Duisburg–Dortmund railway）（所有列車均不停靠）
- 科隆-杜伊斯堡铁路贯穿全境（长距离轨道，見下文）
- 科隆和科布伦茨之间的西萊茵鐵路（英语：Left Rhine line）（以及区域和城际服务）。

在杜伊斯堡和杜塞爾多夫之間的 4 到 6 條軌道路段，萊茵快車和北威州快車 (RE 1) 共同使用長途軌道。而 萊茵哈德快車 (RE 2)、萊茵-埃姆舍爾快車 (RE 3)、萊茵-威悉快車 (RE 6)、萊茵-海爾韋格快車 (RE 11) 和 萊茵-艾瑟爾快車 ( RE 19) 則使用所謂的本地軌道或是 S-Bahn 軌道

## 机车车辆

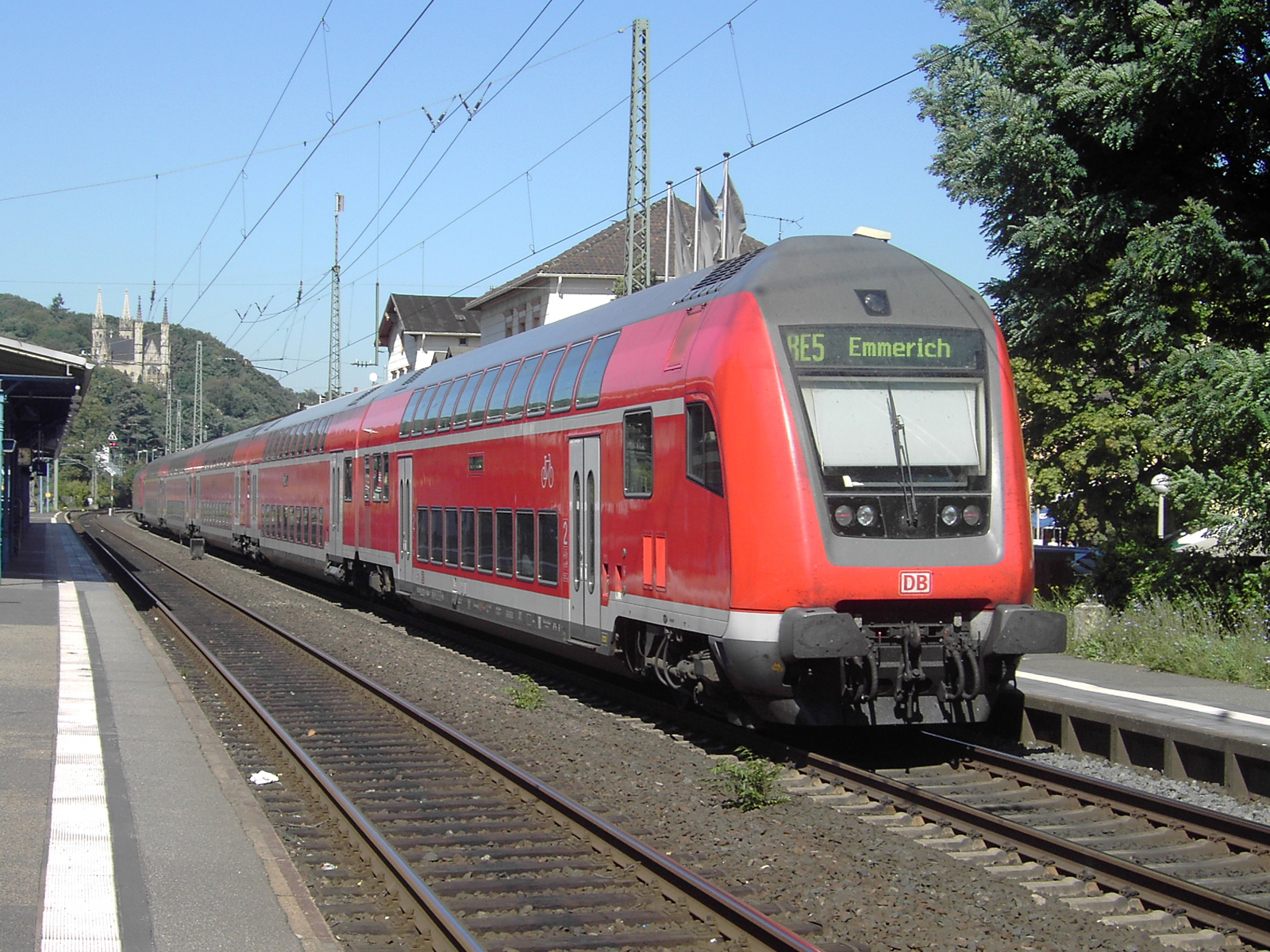
在雷马根站的莱茵快车 (RE 5)

最初，莱茵快车使用 E10 型電力机车牽引六节现代化的 Silberling 车厢（無控制车）运行。 2002 年期间，该服务转為使用新交付的 146 级電力机车牽引 5 辆双层车厢组成的推拉式列车編組服務。由于車輛的座椅制造商遭受洪水侵害，新製造的双层车厢交付被推迟，因此直到 2003 年夏天，萊茵快車服务仍保留了兩組使用 Silberling 车厢的編組。
在 2011 年 8 月至 11 月期间，萊茵快車在編組中添加了一輛客運車廂，这意味着每列火车的編組中有一輛僅有一等座的列車。 一等车厢通常直接连接到機車，而二等车厢则位于列车另一端的控制车厢内。
自 2019 年 6 月起，萊茵快車開始使用 西门子 Desiro HC  車輛。

## 合同
四個公共交通協會參與了 Rhein-Express 的運營：Nahverkehrs-Zweckverband Niederrhein（萊茵河下游地方交通協會）、Verkehrsverbund Rhein-Ruhr（萊茵-魯爾公共交通協會）、Verkehrsverbund Rhein-Sieg（萊茵河公共交通協會） -西格公共交通協會）和萊茵蘭-普法爾茨北部鐵路運輸協會。
RE 5 招標於 2014 年 1 月 31 日進行，作為萊茵魯爾快綫於 2019 年 12 月至 2033 年 12 月期間招標的一部分。國家快綫 贏得了運營該服務的合同。該公司於 2019 年 6 月開始運營西門子 Desiro HC 機車車輛，其車輛的供應和維護工作外包給西門子。
區域鐵路服務 RB 35 在2016 年12 月之前僅僅作為是萊茵快車服務的補充部分，主要只在韋塞爾和杜伊斯堡之間運行，但在高峰期增加了在埃默里希和杜塞爾多夫之間的服務。該線路自 2017 年 4 月起跨越荷蘭邊境延伸至阿納姆，並根據其國際重要性更名為萊茵-艾瑟爾快車 (RE 19)。線路編號RB 35 現在則用於曾經運營的萊茵-尼爾斯快車 (RB 33) 北段，自 2019 年以來在門興格拉德巴赫和蓋爾森基興之間運行。 伍珀-利珀快車 (RE 49 )  也於 2019 年開行了經奧伯豪森往返韋塞爾和伍珀塔爾中央火車站的列車。
作為所謂的 RRX 臨時合同的一部分，DB Regio 從 2016 年 12 月起提供服務，直至 2019 年 6 月 RRX 機車車輛投入運行。從 2019 年 5 月開始，RRX 機車車輛的單列運行以試運行模式運營。國家快運。

## 來源
1. ↑  . Schweers + Wall. 2009. ISBN 978-3-89494-139-0.
2. ↑  . Verkehrsverbund Rhein-Ruhr A. ö. R.: 26.   [29 January 2017]. （原始内容存档于2014-08-26） （德语）.
3. ↑  . VRR. 2010  [30 July 2013]. （原始内容存档于28 September 2011） （德语）.
4. ↑  RRX-Interimsvergabe geht an DB Regio NRW （德文）